# Max Berrú
 (décembre 2019).
Max Berrú Carrión (5 juin 1942 – 1er mai 2018) est un musicien équatorien et chilien. Il est l'un des deux fondateurs du groupe Inti Illimani dont il a été chanteur entre 1967 et 1997.

## Biographie
Max Berrú naît à Cariamanga, dans la province de Loja, en Équateur, en 1942. Il émigre au Chili en 1962 pour y suivre un enseignement universitaire. Il obtient un diplôme d'ingénieur en mécanique de l'Université technique d'État. Durant cette période, il rencontre Jorge Coulón (es). Après avoir obtenu son diplôme, Max Berrú travaille comme ingénieur pendant deux ans jusqu'à ce qu'il trouve sa véritable passion : la musique. 
Il possédait également un restaurant à Santiago appelé Mitad del Mundo (en français : « le Milieu du Monde »), en référence à son origine équatorienne, et où se produisent divers groupes musicaux, et où il assure des prestations en soliste.
Il meurt d'un myélome multiple à Santiago au Chili, 1er mai 2018.

## Carrière musicale
Max Berrú et Jorge Coulon commencent leur carrière musicale en duo en 1967, jouant de la musique d'Amérique latine, alors qu'ils sont encore étudiants à l'Université technique d'État de Santiago.
Ils fondent ce qui devient le premier Inti Illimani. Le nom est inspiré par la culture et le folklore de l'Amérique du Sud à qui Max Berrú a voulu rendre hommage. Plus tard, ils collaborent avec d'autres musiciens pour élargir leur horizon musical et développer d'autres formes d'expressions musicales. 
Berrú est le premier chanteur d'Inti Illimani.

## Discographie

### Solo
- 2004 : Íntimo (Sello Alerce)
- 2010 : Cantando como yo canto - INTImo 2 (Sello Alerce)